# 雷玉蓮
雷玉蓮，綽號「女長毛」，香港社會運動分子，民間壓力團體「四五行動」成員之一，出身於單親家庭，小時候受到信奉觀音的母親影響而成為佛教徒，也是一名素食者，曾經從事鐘錶裝嵌及清潔工人，自從加入「四五行動」後便辭去工作，全職替其妹妹照顧小孩，與家人居住於葵涌荔景邨，她先後多次於街頭抗爭時被香港警方拘捕及起訴襲警及刑事毀壞，曾經被香港律政司頒禁制令，要求永不踏足香港入境大樓，現領取綜援及以散工維持生活。

## 社會運動

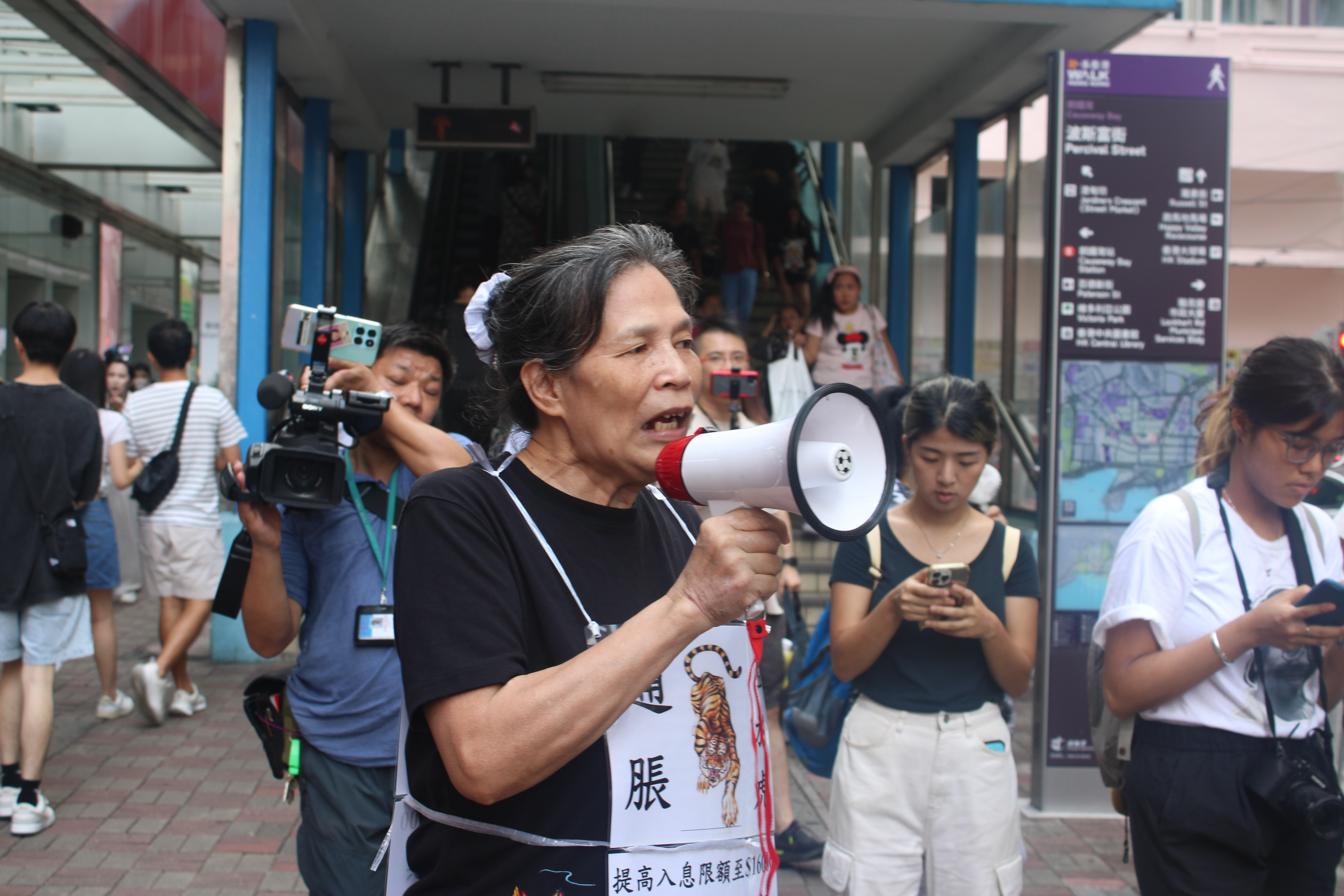
雷玉蓮在灣仔「一人抗議」，反對香港公共房屋加租（2024年7月1日）

雷玉蓮早年參與遊行示威時認識「四五行動」創始人梁國雄（長毛），覺得彼此的理念相近，因此加入「四五行動」，她認為「四五行動」最好的地方是自由度高，可以選擇以自己的方式去表達訴求，各人只需為自己負責，而每次的示威行動她都會盡量和平地進行，認為能夠把意見帶到目標對象就已經很滿足，但她認為警方阻止他們把訴求傳達到官員身上，為此曾經多次與警察發生肢體衝突，與梁國雄等「四五行動」成員一同被外界視為激進示威者，「女長毛」的稱號由此而來，而她則認為是警方過份緊張，甚至派人跟蹤她，日常生活因此受到影響。雷玉蓮認為香港社會很不公道，政府沒有照顧弱勢社群的需要，她覺得所有人都是平等的，部份人可以享受到的福利，其他人亦應該享受得到，並表示不會因為有機會被判監禁而動搖她參與社會運動的信念。

## 外部連結
- 襲警及刑毀曾浚瑛 雷玉蓮同被判社服令
- 雷玉蓮示威刑毀罪成（页面存档备份，存于）